# Batalla de Kapyong
La batalla de Kapyong fue una batalla de la guerra de Corea que tuvo lugar desde el 22 hasta el 25 de abril de 1951 en el distrito de Gapyeong. El objetivo de las tropas chinas era tomar Seúl. La división 118.ª voluntaria china, en el transcurso de la batalla, pierde terreno frente a los estadounidenses, canadienses y australianos.

## Contexto histórico
El Valle de Kapyong, ocupado por la 27.ª Brigada de la Commonwealth que se encontraba en reserva, fue una ruta de escape ideal para los surcoreanos. La rivera Pukhan, ubicada en el centro del valle, su ancho alcanza unos tres kilómetros.

## Desarrollo de la batalla
En la noche del 22 hasta el 23 de abril de 1951, las tropas chinas atacaron posiciones a la 6.ª división de la República de Corea, amenazadas con ser separadas del resto de las tropas y ser aniquilados. Los australianos son los primeros en ser atacados durante la noche del 23 de abril hasta el 24. Ese día, los australianos se vieron obligados a retirarse. Su retirada deja expuesta a la infantería canadiense a ataques directos.
La batalla comienza en general. Los canadienses se defienden del ataque enemigo de ametralladoras y morteros. A continuación, se sienten abrumados y el comandante James Stone prepara la artillería sobre sus propias posiciones. Ellos fueron capaces de mantener sus posiciones, vitales para la defensa de toda la brigada. El enemigo sufrió grandes pérdidas y su ofensiva se detuvo. Hasta la fecha, el 2.º Batallón de Infantería Ligera Canadiense de la Princesa Patricia, ganó uno de los primeros puestos entre todas las unidades de la ONU en Corea por su valentía y heroísmo.